# 斯那奴阿比多
斯那奴阿比多（しなののあひた、生没年不詳）は、百済の使者。欽明天皇十一年に日本の使者として百済に遣わされているため、日本人とみられる。したがって、日本人であるが、百済王権に仕えた倭系百済官僚になる。阿比多とも。

## 概要
『日本書紀』によると、継体天皇十年（516年）百済使者・斯那奴阿比多、百済の将軍・灼莫古、高句麗の使者・安定がともに来日し、日本との修好につとめたという。
金鉉球や李在碩は、阿比多以外にも斯那奴氏（科野氏）の百済官僚が多くみられること、『日本書紀』継体紀十年秋九月戊寅条「百済遣灼莫古将軍・日本斯那奴阿比多，副高麗使安定等，来朝結好」とあるように斯那奴阿比多は百済の使臣であり、百済の使臣である限り、史料に直接的に百済官僚であることを示すものがみえなくとも、百済の使臣としてふさわしい百済での地位または官職を有していたはずであり、『日本書紀』継体紀、『日本書紀』欽明紀などにみられる百済の使臣団のなかで、官人でないものは一人もいないことから、斯那奴阿比多も百済の官人（倭系百済官僚）とみるのが自然と指摘している。

## 考証
『日本書紀』百済系史料に記される斯那奴氏（科野氏）の活動は以下である。
1.
2.
3.
1.では百済と継体天皇の外交において、百済使者「日本斯那奴阿比多」が現れるが、斯那奴阿比多は2.では「日本使人」、3.では「在百済日本王人」と記されており、以下『日本書紀』記事より、「王人」とは「宰」＝ミコトモチを朝鮮半島の言葉で呼んだものであることがわかる。
斯那奴阿比多が百済で子を生していたとすれば、滞在は長期間にわたるものであり、継体天皇十年から欽明天皇十一年に至る期間滞在し続けた可能性があり、斯那奴阿比多は「王人」＝ミコトモチであるが、1.では百済の立場で倭国に到来しているため、百済に派遣されたミコトモチが百済滞在中は百済王に仕え、ミコトモチが現地において大王の統制を離れていたことを意味する。
斯那奴阿比多の動向について、欽明天皇十一年に倭国が派遣した外交使節とみる見解があるが、そう単純ではなく、何故ならば、1.と2.の間にあたる期間に斯那奴氏（科野氏）が倭系百済官僚として現れるためである。
官位「施徳」を有する斯那奴次酒がみえるが、斯那奴氏（科野氏）は、『日本書紀』に他に現れない信濃豪族であり、ヤマト王権において活発に活動していたわけではなく、それを考慮すると斯那奴次酒は斯那奴阿比多と近い関係である可能がある。すなわち、斯那奴阿比多、斯那奴次酒、科野新羅の関係であるが、倭国における有力豪族とは言い難い斯那奴氏（科野氏）という共通性からすれば無関係とは考え難く、斯那奴阿比多の活動は継体天皇十年から欽明天皇十一年、斯那奴次酒の活動は欽明天皇五年から欽明天皇十五年、科野新羅の活動は欽明天皇十四年であり、斯那奴阿比多は一世代前から活動を始めていることになるため、斯那奴阿比多が父、斯那奴次酒・科野新羅が兄弟の可能性がある。